# 젤다의 전설 대지의 기적
『젤다의 전설 대지의 기적』（ゼルダの伝説 大地の汽笛, The Legend of Zelda: Spirit Tracks）는 닌텐도가 개발, 2009년 12월 23일에 발매한 닌텐도 DS용 액션 어드벤처 게임이다.
닌텐도 DS로 발매된 젤다시리즈로는 2007년에 발매된『몽환의 모래시계』에 이어 두번째 작품이다.

## 개요
『젤다의 전설 시리즈』중 한 작품. 2009년 3월 23일에 열린 게임 개발자 회의에서 닌텐도의 이와타 사토루가 발표, 2009년 6에 열린 E3에서 시연되었고, 일본에서 2009년 12월 23일에 발매되었다.
이번 작품은, 스토리상 2002년 게임큐브용으로 발매된『바람의 택트』의 뒤를 잇는 작품이다.
전작『몽환의 모래시계』도『바람의 택트』의 후속작이지만, 전작이 바람의 택트의 몇 개월 후 이야기였다면 이번 작품은 '바람의 택트'의 등장인물의 자손시대가 배경이다.
전작 '몽환의 모래시계'와 조작이나 그래픽등 공통되는 부분이 많아 자매작품으로 볼 수 있다.

## 조작
조작은 기본적으로 전작의 시스템을 계승하고 있어 전진공격이 쉬워진것, 링크가 주목한 물건에↓가 표시되는 것을 제외하면 전작과 거의 동일하다
또한, 마이크를 전작보다 많이 사용한다. 혼잡한 장소에서 사용하기 어렵다는 이유로 "버튼조작등으로 대체할 수 있으면 좋겠다"는 의견도 적지 않다.

## 본작의 특징
본작의 특징으로 거의 무적이었던 적 팬텀을 이용한 수수께끼를 들수 있다. 전작의 해왕의 신전에서 링크는 팬텀에게 발견되지 않게 숨으면서 클리어를 해야 했지만, 이번 작품의 신의 탑에서는 젤다 공주를 팬텀에 빙의시켜 팬텀을 조작할 수 있게 되었다.
이 덕분에 팬텀의 무적성질을 이용하여 링크가 통과할 수 없는 가시등의 장애물을 통과하거나 링크를 방패위에 싣어 이동하거나 다른 팬텀과 젤다 공주를 대화시킨 사이 링크를 이동시키는 등의 새로운 액션이 가능하며, 4종류의 팬텀의 성질을 구분하여 이용하는등, 지금까지 없었던 수수께끼와 액션이 가능해졌다.
또, 이번작에서는 전작의 배가아닌, 기차를 이용해 이동할 수 있다. 기차는 자유롭게 항로를 그릴수 있는 배와 달리 정해진 선로 위에서만 이동할 수 있다는 점에서 불편하게 생각되지만, 반대로 목표지점이 분명해 헤맬 필요가 없다는 것이 장점이라 할 수 있다.
"선로위에서만 이동할 수 있다"는 점을 역이용, 적을 분기점과 후진을 이용해 피할 수 있게 하거나 "지워진 선로를 부활시켜 나갈것"이라는 설정을 하여 행동범위를 늘릴수 있다는 의미에서 자유도를 높히는데 성공하였다.

## 스토리

### 전작과의 연결
'바람의 택트'에서 새 하이랄 왕국을 건국하기 위해 떠난 테트라 무리가 항해도중 겪은 이야기가 전작 '몽환의 모래시계'였다. 이번 작품은 그 이후 약 100년 후의 세계, 즉 테트라 무리가 무사히 새 하이랄 왕국을 건국하고 상당한 시간이 지난 후의 이야기이다.
본작에 등장하는 일부 캐릭터는 전작에 등장한 캐릭터의 후손이라 되어있어,(예를 들어, 젤다 공주는 테트라의 현손, 라인백 3세는 전작의 라인백의 손자) 전작의 링크와 이번 작품의 링크와의 관계등을 상상해 볼 수 있다. "바람의 택트", "몽환의 모래시계"의 캐릭터중 유일하게 살아있는 캐릭터는 "니코"뿐이다.

### 개요
하이랄 성과 가까운곳의 마을에 살던 견습 기관사 소년 링크. 어느날 링크는 정식 기관사에 임명되기 위해 성에 방문한다. 성에서 젤다 공주에게 임명장을 받고 장관이 감독하에 임명식은 무사히 끝나지만 링크는 젤다 공주에게 "몰래 신의 탑에 데려가 달라"는 부탁을 받는다. 그러나 성을 빠져나와 신의 탑에 가던 도중 갑자기 선로가 사라지고 기차는 탈선한다. 그곳엔 장관 키마로키와 수상한 남자가 있는데...

## 캐릭터
"몽환의 모래시계"와 비슷한 모습의 인물이 다수 나오지만 링크처럼 같은 모습과 이름을 가지고 있지만 다른사람(또는 후손)인 사람들이다.
링크(リンク)성우：코다이라 유우키 (小平有希)
스토리의 주인공인, 견습 기관사 소년. 이번작품에선 전설의 용사의 환생이나 트라이포스로부터 선정되어 영웅이 되는 것이 아니라 그냥 평범한 소년이다.
처음에는 기관사 제복을 입고있지만, 젤다 공주와의 대화 이후 익숙한 의복 (본작에서는 견습 군인의 제복이라는 설정)을 입게 된다. 기관사의 제복으로 변경할 수 있다. 최종 결전 전에 젤다가 "검사가 될거야, 기관사가 될거야?"하는 질문의 답변에 따라 엔딩이 변화한다.
젤다 공주(ゼルダ)성우：오오마에 아카네 (大前茜)
하이랄 왕국의 공주. 디고의 손에 의해 육신을 빼앗겨 영혼만이 남고, 링크를 비롯한 일부 인물이외의 사람은 존재를 인식할 수 없게된다. 영혼인 상태로 링크의 모험에 따르고 신의 탑 내부에서 팬텀에 들어가 링크와 함께 모험한다. 테트라의 현손에 해당된다.
천진난만한 말괄량이이며 자신의 몸이 마왕의 새 육신으로 이용된다는 것을 알고 당황하여 저지방법을 강요하듯 물어보는 등 공주님 특유의 일면도 있다.
쥐를 무서워하기 때문에 팬텀상태에서도 쥐몬스터를 보면 싸울수 없고 그 자리에 서서 떨기 때문에 링크가 쥐를 처리해줘야 한다. 벌레도 무서워한다는 것을 들을 수 있다.
또한, 역대 젤다게임중 젤다가 링크의 파트너로 등장하는 것은 처음이다.
시로쿠니(シロクニ)
링크의 기관사 선배이며, 원래 '전설의 검객'이라 불릴정도의 놀라운 실력을 가진 성을 지키는 무사였던것 같다. 후에 기차에 변화를 준다.
니코(ニコ)
링크와 함께 생활하고 있는 그림연극을 잘하는 노인. 각 지역의 스탬프를 모아 오면 아이템을 준다. 전작의 링크와의 관계를 암시하는 대사나, 집 장식으로 되어있는 배, 젋은 시절의 사진을 보면 '바람의 택트'에 나오는 같은 이름의 캐릭터와 동일 인물임을 알 수 있다. 지팡이를 짚고 있지만, 힘들어 하는 모습을 볼수 없어 앞으로 장수할 것이다.
키마로키(キマロキ)성우：하라사와 코키 (はらさわ晃綺)
하이랄 왕국의 대신. 평판은 좋지 않고 충성하는 척 했지만, 사실 성에 잠입한 디고의 동료인 마족이며, 두개의 모자 속에는 뿔이 있었다. 마법을 사용할 수 있는 등 힘은 있는듯 하지만, 강한 자에게 아첨하며 자신보다 한수 아래라 판단된 사람에게는 욕하는 비굴한 성격이며 마왕 마라도에 대해서도 겉으론 충성하고 있었지만, 마라도가 쓰러지자 곧바로 자신만 도망치고, 마라도에게 신체를 납치당해 거대한 괴물이 되어 버린다.
디고(ディーゴ)
키마로키의 동료이자 마왕을 부활시키려 하는 남자. 하이랄에 나타나 젤다공주의 영혼이 빠진 몸을 가져가고, 하이랄에서 손에 꼽히는 힘을 가진 시로쿠니를 쓰러드린 실력의 소유자. 사실 로코족 사린의 제자였던듯 하지만 신에대한 불만으로 마라도의 힘을 원했다. 그러나 키마로키에게 이용되었으며, 나중에 배반했다. 신에대한 불만은 결코 자만이 아니었으며, 스승 사린이 "100년동안 힘을 익혀온"이라 말할정도의 노력가이다.
링크에게 패배 후 키마로키에게 이용되고 있었다는 것을 깨닫고 빛의 나침반의 위치를 알려주거나 젤다의 신체를 되돌리기위해 협력했지만 마라도에게 소멸되어버린다. 그러나 영혼은 소멸되지 않고 사린과 함께 천상계로 올라갔다.
사린(シャリン)성우：타카하시 리에(高橋里枝)
신의 탑에 있는 로코족의 할머니. 뒤에 기차 굴뚝같은 것이 달린 휠체어와 같은 것을 타고있으며, 링크에게 기차를 준다. 후반에는 기차의 승객으로 항상 같이 있지만, 최종결전 후 링크와 젤다에게 하이랄을 맡기고 디고의 영혼과 다른 현자들과 함께 천상계로 올라갔다. 테트라와 친구였다고 한다.
팬텀(ファントム)
신의 탑의 수호자이지만, 마왕에게 세뇌된듯 하다. 젤다 공주의 영혼이 들어가는 것으로 조작이 가능하다. 일반 팬텀 과 불타는 검을 가지고 어둠을 비출수 있는 화염 팬텀, 팬텀 아이를 이용하여 워프를 할 수 있는 워프 팬텀, 굴러가서 적을 넘어뜨릴수 있지만 링크를 짊어질수 없는 아이언 팬텀이 존재한다.
젤다 공주를 이용해 말을 건내면 대화중 푸념을 늘어놓는등 기계적이 아닌 인간미 넘치는 성격을 가지고 있음을 알 수 있다.
라인백 3세 (ラインバック 3世）
전작 '몽환의 모래시계'에 등장한 항해사 라인백의 손자. 보물을 매입하는 '라인백 상회'를 운영하고 있다.
전작의 항해사 라인백은 죽었지만 그의 무덤에서는 전작에서 겁쟁이였던 그가 전설의 선원으로 칭해지게 됐음을 알 수 있다.(자칭일 가능성도 있다.)
테츠오 (テツオ)
선로 옆에 나타나는 기차를 격하게 좋아하는 열성적인 철도팬인 청년. 선로에서 사진을 찍고, 이야기를 걸면 팁을 알려준다.
로코족 (ロコモ族)（현자）
각지의 사당에 있는, 신에 가까운 종족이다. 사린도 그중 한명.
밸브 (バルブ)
숲의 사당의 현자이지만, 사투리를 사용하여 젤다로부터 "위엄이 없다"고 듣는다. 연주시 첼로를 연주한다.
스치무 (スチム)
얼음의 사당의 현자이다. 밝은 성격이다. 연주시 샤미센을 연주한다
센린 (センリン)
바다의 사당의 현자. 말이 험하지만 뜻이 나쁜것은 아니다. 연주시 플루트를 연주한다.
보일러 (ボイラ)
불의 사당의 현자. 숨 막힐듯 뜨거운 성격. 연주시 드럼을 연주한다.
텐다 (テンダ)
모래의 신전의 현자. 현자들중 가장 위엄있는 말투를 한다. 연주시 나팔을 연주한다.

유키와로시 족 (ユキワロシ)
눈의 대지에 살고있는 귀여운 외모와 달리 입이 험한 종족. 유키와로시들의 이야기에 따르면 "몽환의 모래시계"에서 얼음섬에 살던 족의 후손인듯 하다.
고론족 (ゴロン族)
불의 대지에 있는 화산에 사는 종족
빛의 신
100년전 마왕 마라도와 싸워 승리한 신. 그러나 싸움후 약해져 마라도를 완전히 없애지 못하고 영혼을 봉인해 로코족에게 사명을 맡기고 떠난것으로 알려져 있다. 작중에서는 이름만 등장하며 정식이름이나 자세한 모습등은 알려지지 않았다.
마왕 마라도 (マラドー)
100년전 사람들을 괴롭힌 마물들의 보스. 빛의 신에 의해 '신의 탑'에 영혼이 봉인되어 있었다. 키마로키와 디고가 젤다공주의 몸을 마라도의 영혼을 담을 그릇으로 사용하여 부활한다. 최종 결전에는 젤다 대신 키마로키의 몸을 빼앗아 마수 가논을 생각나게 하는 거대한 괴물이 되어 공격하지만 링크와 젤다의 공격으로 이마가 깨어지고 쓰러진다.

## 기차
본작의 마을과 던전에는 반드시 역이 있고 노선으로 연결되어있다. 기차를 타고 선로를 통해 이동하여 원하는 장소에 가거나 짐을 수송할 수 있다.
초기에는 선로가 숲의 대지의 일부만 있지만, 석판을 얻거나 하는 등으로 선로가 생겨 행동 범위가 넓어진다.
- 지도에서 노선도에 선을 그려 기차를 진행 시킬 수 있지만, 전작과 달리 그린 선을 무조건 따르는 것은 아니며 분기점에서 분기기를 조작해 그린 선을 무시하고 진행할 수 있다.
- 왼쪽 위에 기차의 라이프 게이지가 표시되고 벽에 충돌하거나 적의 공격을 받으면 감소, 역에 도착하면 자동으로 회복된다.
- 오른쪽에는 기어 박스가 표시된다. 위에서부터 가속, 전진, 브레이크, 후진이다. 후진은 급브레이크로 사용할 수 있다.
- 오른쪽 위의 기적 레버를 당기면 기적을 울릴 수 있다. 이를 사용해 선로의 소를 놀라게 하거나 몬스터를 위협할 수 있다.
- 기차의 차량은 기관차, 포대, 객차, 화차의 4량 (처음엔 2량)이며 라인백의 가게에서 보물과 기차의 부품을 교환할 수 있다. 시로쿠니의 집에서 기차의 설정을 바꿀 수 있다.
- 기차 운전중 배경음악이 바뀌며 적이 출현 할 수 있지만, 기적이나 대포로 물리칠 수 있다.
- 일반 열차에 팬텀이 빙의되면 폭주열차가 된다. 이 열차는 공격해서 쓰러트릴 수 없으므로 분기기를 이용해 피해야 한다. 대포를 맞추면 속도가 감소한다.
- 때때로 테리의 가게가 날아다닌다. 이때 기적을 울리면 가게가 공중에서 내려와 쇼핑을 할 수 있게 된다. 또 선로 옆에 테츠오가 기차를 사진기로 찍고 있을 때가 있는데 근처에 정차하면 내려서 이야기를 나눌수 있다.
- 선로 옆의 표지판은 열차에 손님을 태우고 있을 때 지켜야 할 행동이며 지키지 못하면 손님의 평가가 나빠진다. 표지판을 대포로 맞추면 제한속도등이 있는 표지판이 없어지므로 손님을 태우고 있을 때에는 주의를 해야한다.

## 주요 아이템
대지의 기적 (大地の笛)
본 작품의 주요 아이템. 팬파이프의 모습을 가지고 있다. DS본체의 마이크에 숨을 불어 조작한다. 현자와 같이 연주를 해 게임을 진행하거나 노래를 사용하여 석상등을 깨울 수 있다.
| 곡명        | 효과                                                   |
| ----------- | ------------------------------------------------------ |
| 각성의 노래 | 석상을 잠에서 깨어나게 한다.                           |
| 치유의 노래 | 던전 내에서 한번만 링크의 체력을 모두 회복시킨다.      |
| 새의 노래   | 새를 가까이로 불러 탈 수 있다.                         |
| 빛의 노래   | 빛을 내는 장치에서 빛이 나오게 한다.                   |
| 발굴의 노래 | 특정 장소에서 지하에 묻혀있는 물건등을 발견할 수 있다. |

- ↑와↓, X 와 B 버튼으로 전체의 음정을 반음 올리거나 내릴 수 있다. (이는 게임 공략에 꼭 필요한 것은 아니다.)
- "새의 노래"는 검은 새를 부르며, 이 노래를 연주 후 채찍으로 새에 매달려 진행을 할 수 있다.
- 후반에 현자와 연주를 할때, 관 2개 이상을 넘어 연주를 해야 할 때가 있지만, 마이크에 숨을 불고 있는 채로 빠르게 피리를 움직이면 중간의 관은 연주가 되지 않으므로 이를 이용해 연주를 하면 편리하다.

견습 병사의 옷
하이랄 왕국 견습 병사의 제복. 역대 링크가 입어온 친숙한 녹색 옷이다. 성 내에서 의심을 받지 않도록 젤다 공주로부터 받는다.
기관사의 옷
게임 시작부터 입고 있는 기관사의 제복. 흰 비둘기의 마크가 들어간 감색의 옷이다. 견습 병사의 옷 입수후 다시 입수해 입을 수 있다.
견습 병사의 검
하이랄 성의 검사장으로부터 받는 평범한 검. 제일 처음에 얻게 된다.
로코모의 검
사린에게서 수여받는 성검. 이야기 후반에 사용할 수 있다. 신의 탑에 있는 팬텀을 빛의 물방울 없이도 공격 할 수 있게 된다.
방패
만물상 등에서 입수할 수 있는 파란색의 평범한 방패. 작은 적의 공격을 전방에서 막을 수 있다. 몬스터에게 먹히면 다시 구입해야 한다.
고대의 방패
니코의 옛 친구(=전작의 링크)가 사용했다는 갈색의 방패. 몬스터에게 먹힐 걱정은 없다.
질풍의 프로펠러
마이크에 숨을 불어서 사용할 수 있다. 강풍을 일으켜 적을 공격하거나 아이템을 날릴 수 있다. 숲의 신전에서 입수.
부메랑
조작도 효과도 전작과 거의 같다. 아래 화면에서 터치 펜으로 궤도를 그려 조작한다. 적을 기절시키거나 스위치를 누르거나 횃불을 이용해 게임을 진행시키는 아이템. 눈의 신전에서 입수.
폭탄
벽이나 바위를 파괴하거나 적을 공격할 수 있는 소모성 아이템. 위력이 강하며 눈의 신전 클리어 후 테리의 가게에서 폭탄 가방을 구매해 사용할 수 있다. 이 말고 폭탄꽃을 이용할 수도 있다.
폭탄으로 부술 수 있는 벽은 금이 가있어 구별할 수 있는 것과 구별할 수 없는 것도 있다. 둘다 검으로 쳤을 때 둔탁한 소리가 난다.
채찍
뱀 같은 모양의 채찍. 터치를 연속으로 해서 말뚝이나 새에 매달려 이동할 수 있다. 부메랑처럼 멀리 떨어진 아이템을 가져오거나 데미지는 적지만 적을 공격할 수도 있다. 또 적에 따라 투구와 방패등을 빼앗아 쉽게 물리칠 수도 있다.
활・빛의 활
터치하여 활을 잡고 터치펜을 놓으면 그 방향으로 화살을 쏠 수 있다. 기본적으로 전작의 활과 같지만 이번 작품에는 활을 이용한 수수께끼가 많다. 불의 신전에서 화살통을 입수하면 사용할 수 있다. 강화된 빛의 활은 활시위를 잠시 잡고있는 것으로 강력한 빛의 화살을 쏠 수 있다. 모래의 신전에서 입수.
샌드로드
마법의 빛을 방출해 모래를 일시적으로 강화시킬수 있는 지팡이. 모래 위로 이동한 후 이를 이용해 높은 곳으로 이동할 수 있다. 또 무거운 바위나 블록을 밀어 이동시킬 수도 있다. 모래 이외의 물체에는 효과가 없으며 대부분의 몬스터에게 데미지를 입힐 수도 없다. 모래의 신전에서 입수
석판
숲, 눈, 바다, 불 이렇게 각 대지에 4종류가 흩어져 있다. 각지의 사당에서 현자와 연주 후 신전에서 입수하여 신의 탑과 각지의 선로를 부활 시킬 수 있다.
빛의 물방울
신의 탑 내부에서만 사용되는 아이템. 3개를 모으면 팬텀을 공격할 수 있으며 그때 젤다공주의 혼이 들어가 팬텀을 조종할 수 있다.
포스
사람의 감사의 마음이 결정화 된 것. 이를 획득하면 선로가 부활해 기차로 이동할 수 있는 범위가 넓어진다. 링크가 기차 운송으로 사람이나 물건을 옮겨 사람과 마을을 도우면 얻을 수 있다. 총 20개가 있다.
보물
총 16종류로 팔거나 라인백에게서 기차 부품으로 교환할 수 있다.

## 지역
본 작품에는 숲의 대지, 눈의 대지, 바다의 대지, 불의 대지, 하이랄 왕국 및 어둠의 세계 총 6개의 지역으로 이루어져 있다.
신의 탑은 네 대지의 중심부에 위치하고 있다. 남서쪽에 숲의 대지, 북서쪽에 눈의 대지, 남동쪽에 바다의 대지, 동북쪽에 불의 대지가 있다. 불의 대지와 바다의 대지중 일부는 사막이다.
역 목록
- 숲의 대지 - （모요리 마을, 하이랄 성시(城市)와 하이랄 성, 사쿠요 마을, 숲의 사당, 숲의 신전, 토끼 랜드, 다리 앞의 역)
- 눈의 대지 - （유키와로시 마을, 눈의 사당, 샘 근처의 역, 장인의 집, 눈의 신전, 얼음의 숨겨진 역, 눈의 숨겨진 역）
- 불의 대지 - （고론의 광장, 고론 마을 ・ 불의 사당, 불의 신전, 어둠의 채적장, 산의 숨겨진 역, 멀리 숨겨진 역）
- 바다의 대지 - （파푸치아 마을, 바다의 사당, 바다의 신전, 모래의 사당, 모래의 신전, 해적의 아지트, 바다의 숨겨진 역）

주요 마을
모요리 마을
링크가 살고있는 매우 평화로운 마을. 이곳에서 게임이 시작된다. 링크와 니코의 집, 기차를 설정할 수 있는 시로쿠니의 집 등이 있다. 몬스터는 없지만 벌집이 있으므로 하트가 적을 때에는 주의. 참고로 전작과 달리 벌을 공격 할 수 없기 때문에 즉시 집으로 들어가 피해야 한다.
하이랄 성시 (城市)
이번 작품에서 가장 인구가 많은 마을. 위로 올라갈 수 있는 성벽으로 둘러쌓여 있다. 민가 외에 만물상 등이 있다.
남동쪽의 건물에는 전작의 죠린과 닯은 여자가 있는데, 이곳에서는 몬스터 배틀을 즐길 수 있다. 이곳에선 지금까지 쓰러뜨린 적이나 보스에게 도전할 수 있다. 3개의 레벨이 있는데, 레벨3의 마지막에는 보스로 링크와 흡사하지만 검은 그림자의 모습을 하고 있는 쉐도우 링크 (다크링크)가 등장한다.
하이랄 성
하이랄 성시의 위에 있는 성. 하이랄 왕국의 정부와 공주인 젤다가 있다. 키마로키는 이곳에서 순종을 연기했지만 병사들의 평판은 그다지 좋았다고 할 수 없다. 바람의 택트와 몽환의 모래시계에 등장한 테트라가 스테인드 글라스에 등장한다.
병사장의 방에서 검술 훈련을 할 수 있다. 3명의 병사를 몇번까지 검으로 막아내는가를 보는 것으로 최대 999회까지 가능하다. 시로쿠니는 900회라는 기록을 가지고 있다 한다.
사쿠요 마을
숲의 중간에 있는 나무꾼들의 마을. 주민들은 모두 독신인 남자들이기 때문에 신부를 맞고 싶어한다. 채찍을 입수하면 마을 동북쪽에서 채찍으로 무치레스라는 미니게임을 즐길 수 있다.
토끼 랜드
토끼를 좋아하는 수수께끼의 남자가 경영하는 공원. 하지만 아직 토끼가 없기 때문에 링크가 토끼를 모아야 한다. 일정한 마리를 잡으면 아이템을 받을 수 있으며 토끼 1마리당 10루피의 사례금이 있다. 숲, 눈, 바다, 불, 모래 5종류의 토끼가 각 대지마다 10마리씩 있으며 바위등에 숨어있는 토끼를 열차 운전중 잡아야 한다. 모든 토끼를 잡기 위해서는 모든 포스를 모을 필요가 있다.
다리 앞의 역
이름 그대로 바다의 대지로 가는 다리의 직전에 있는 역. 전작에 등장한 라인백의 후손인 라인백 3세가 경영하는 라인백 상회가 있고 이곳에서 보물을 팔거나 기차 부품과 교환할 수 있다.
유키와로시 마을
유키와로시 족이 살고 있는 마을. 최근 자주 몬스터가 출몰해 교대로 감시하게 했지만, 같이 감시할 짝을 정하지 못한다. 유키와로시의 이야기에 따르면 이 마을의 유키와로시들은 전작 몽환의 모래시계에 등장하는 유키와로시족의 자손이라고 한다. 물을 깨끗하게 만드는 데라고오리가 특산물이다.
고론 마을
고론 족이 살고 있는 마을
파푸치아 마을
바다와 접하고 있는 마을. 젤다 공주가 어렸을 때 한번 휴가로 방문한 적이 있다고 한다. 이 마을의 점집인 바바의 집에서 DS본체의 마이크를 이용해 운세를 물어 볼 수 있다.

## 던전
「신의 탑」은 전작의「해왕의 신전」과 같은 역할을 해 여러번 방문 해야 한다. 하지만 전작의 해왕의 신전은 스토리 진행을 위해 전에 왔었던 층을 다시 지나며 더 깊게 내려가야 했지만 이번 작에서는 전에 왔었던 층을 다시 진행할 필요가 없다.
| 던전          | 층수        | 지역              | 획득 아이템         | 보스                    |
| ------------- | ----------- | ----------------- | ------------------- | ----------------------- |
| 숲의 신전     | 5 (1F - 5F) | 숲의 대지         | 질풍의 프로펠러     | 갑각거대종 데구쿠레스   |
| 눈의 신전     | 3 (B1 - 2F) | 눈의 대지         | 부메랑              | 빙염환술사 프리블레이즈 |
| 바다의 신전   | 7 (1F - 7F) | 바다의 대지       | 채찍                | 형독기생종 이바라케바라 |
| 불의 신전     | 6 (2F - B4) | 불의 대지         | 활과 화살           | 용염거신 이완토스       |
| 모래의 신전   | 4 (3F - B1) | 사막(바다의 대지) | 샌드로드, 빛의 화살 | 고대마인족 도스본       |
| 신의 탑       |             | （신의 탑）       |                     | 용왕신마 디고           |
| (어둠의 세계) |             | 어둠의 세계       |                     | 마왕 마라도             |

| 회차  | 시기             | 층수          | 획득 아이템        | 보스 |
| ----- | ---------------- | ------------- | ------------------ | ---- |
| 1회차 | 오프닝 후        | 3 (1F - 3F)   | 숲의 대지의 석판   |      |
| 2회차 | 숲의 신전 이후   | 4 (4F - 7F)   | 눈의 대지의 석판   |      |
| 3회차 | 눈의 신전 이후   | 5 (8F - 12F)  | 바다의 대지의 석판 |      |
| 4회차 | 바다의 신전 이후 | 5 (13F - 17F) | 불의 대지의 석판   |      |
| 5회차 | 불의 신전 이후   | 7 (18F - 24F) |                    | 디고 |
| 6회차 | 모래의 신전 이후 | 7 (30F - 24F) | 빛의 나침반        |      |

던전 보스
갑각거대종 데구쿠레스 (甲殻巨大種 デグクレス)
독연기를 두른 거대한 딱정벌레모습의 몬스터. 거대한 뿔을 이용해 전력으로 날아와 공격하고 공중에서 폭발성 벌레를 이용해 공격한다. 숲의 신전 보스.
빙염환술사 프리블레이즈 (氷炎幻術師 フリブレイズ)
화염과 얼음을 자유자재로 이용해 공격하는 환술사모습의 몬스터. 공격을 가하면 2마리로 분열한다. 날카롭고 큰 귀를 가져 족제비와도 비슷한 모습이다. 전작에도 이와 비슷한 모습의 몬스터가 등장한다. 눈의 신전 보스.
형독기생종 이바라케바라 (荊毒寄生種 イバラケバラ)
문어와 가시나무가 합쳐진듯한 모습의 거대몬스터. 촉수와 독을 피해 공격해야 한다. 바다의 신전 보스.
용염거신 이완토스 (溶焔巨神 イワントス)
온몸이 용암으로 이루어진 거인. 열차와 화살을 잘 이용해야 이길 수 있다. 불의 신전 보스.
용왕신마 디고 (勇往神魔 ディーゴ)
키마로키와 함께 마왕 부활을 준비하던 남자. 재빠른 움직임으로 공격해 온다. 광탄을 쏘거나 왼팔의 무기를 쏴 공격한다. 팬텀이 된 젤다와 함께 공격 해야 한다. 신의 탑 보스.
고대마인족 도스본 (古代魔人族 ドスボーン)
지네 같은 몸과 해골 머리를 가진 화석 몬스터. 바위를 발사하고 빨간 레이저를 쏴 공격하는 강적. 샌드로드와 멀리있는 스위치를 누르기 위해 화살등을 잘 활용해야 한다. 모래의 신전 보스.
마왕 마라도 (魔王マラドー)
본작의 최종보스. 젤다 공주의 몸에 빙의되어 있지만 실체는 파란 해골의 모습을 하고 있다. 전투 막판에 젤다 공주가 몸을 되찾게 되자 키마로키를 흡수해 불을 뱉어 공격하는 거대한 몬스터가 된다.

## 통신 플레이
본작도 전작 "몽환의 모래시계"와 같이 1인용 본편 외에 통신 모드가 준비되어 있다. 통신 모드는 대전 모드와 엇갈림 통신 2종류가 있다.
대전 모드
전작에서는 2인 전용이었으나 본작에선 2~4명까지 플레이 할 수 있다. 전작과 달리 닌텐도 Wi-Fi 커넥션에는 대응하지 않는다.
다운로드 플레이에 대응하고 있기 때문에 DS본체가 있다면 소프트웨어가 하나만 있어도 플레이 할 수 있다.
플레이어가 링크를 조작해 팬텀에게서 도망치면서 필드 상의 포스를 서로 빼앗아 가장 많은 포스를 가져오면 이긴다. 포스를 성역까지 옮길 필요는 없고 들고있으면 자신의 점수로 가산된다. 팬텀에게 표적이 되었을 때 "팬텀 아이"를 서로에게 주거나 함정스위치, 폭탄등을 사용해 전작보다 액션성이 강해졌다.
엇갈림 통신
전작과 마찬가지로 엇갈림 통신을 이용해 본편에서 모은 보물을 다른 플레이어와 교환할 수 있다.

## 스태프
- 미야모토 시게루 - 총괄 프로듀서
- 아오누마 에이지 - 프로듀서
- 이와모토 다이키 - 감독
- 미네기시 토오루 - 작곡
- 토미나가 마오 - 작곡
- 오타 아스카 - 작곡
- 콘도 코지 - 작곡

## 평가
많은 리뷰 사이트에서 대체로 호평이었지만, 전작의 시스템을 그대로 계승하고 있다는 점에서 전작보다 약간 점수가 낮은 편이다.（하지만 전작보다 0.3점 더 높게 평가한 IGN과 1.5점 더 높게 평가한 Nintendo World Report같은 예외도 있다.）
일본 국내에서는 2009년 12월 23일 발매되어 다음해 3분기까지 일본에서 약 76만장, 세계에서 약 261만장의 매출을 기록했다.

## 기타
- 일본 국내에서는 조기 구입자에게 특전으로 게임을 더 쾌적하게 플레이 할 수 있는 "투명 깃털 터치펜"을 증정했다. (손으로 조작시 손으로 화면을 가려 조작이 어렵다는 평이 있다.)

영국의 게임판매 회사 Gamestation과 GAME은 "The Legend of Zelda Spirit Tracks Limited Tin Edition"이라는 금속 소프트 케이스와 피규어 2개가 들어있는 한정판을 판매했다.
- 본작에는 "먼 역"이라는 역(발견 이후에 지도에 표시된다.)이 등장하는데, 이것은 젤다 시리즈의 스핀 오프 작품인 "성숙한 팅클의 사랑 풍선 여행"에도 등장한다. 또 이 게임에도 기차가 등장한다.
- 신의 탑에서 팬텀에 빙의된 젤다 공주를 채찍이나 부메랑으로 공격하면 화를 내는데 계속하면 분노해 공격을 하며 데미지를 받을 수도 있다. 또 이동중인 젤다 공주에게 채짹으로 공격을 하면 이동속도가 빨라진다.
- 엔딩은 최종보스 전 질문의 답에 따라 3가지중 하나로 정해진다.

## 도서

### 공략집
- 철저히 즐길 젤다의 전설 대지의 기적의 책 (とことん楽しむ ゼルダの伝説 大地の汽笛の本) ISBN 9784047262300 - 엔터 브레인（발매일: 2009년 12월 24일）
- Nintendo DREAM 닌텐도 게임 공략집 젤다의 전설 대지의 기적 (Nintendo DREAM 任天堂ゲーム攻略本 ゼルダの伝説 大地の汽笛) ISBN 9784839934828 - Nintendo DREAM 편집부（발매일: 2010년 2월 5일）
- 닌텐도 공식 가이드 북 젤다의 전설 대지의 기적 (任天堂公式ガイドブック ゼルダの伝説 大地の汽笛) ISBN 978-4092271432 - 소학관（발매일: 2010년 2월 5일）
- 젤다의 전설 대지의 기적 더 컴플리트 가이드 (ゼルダの伝説 大地の汽笛 ザ・コンプリートガイド) ISBN 9784840239981 - 아스키 미디어 웍스（발매일: 2010년 2월 5일）
- 젤다의 전설 대지의 기적 퍼펙트 가이드 (ゼルダの伝説 大地の汽笛 パーフェクトガイド) ISBN 9784047263604 - 패미통 서적 편집부（엔터 브레인）（발매일: 2010년 2월 5일）

### 악보
- 피아노 솔로 젤다의 전설 대지의 기적 (ピアノソロ ゼルダの伝説 大地の汽笛) ISBN 9784636854367 - 야마하 뮤직 미디어（발매일: 2010년 3월 27일)
- 피아노 솔로 부드럽게 튀는 젤다의 전설 대지의 기적 (ピアノソロ やさしく弾ける ゼルダの伝説 大地の汽笛) ISBN 9784636853377 - 야마하 뮤직 미디어 (발매일: 2010년 3월 27일) - 위의 악보를 초보자에게 적합하도록 편곡한 것.